# 地勢

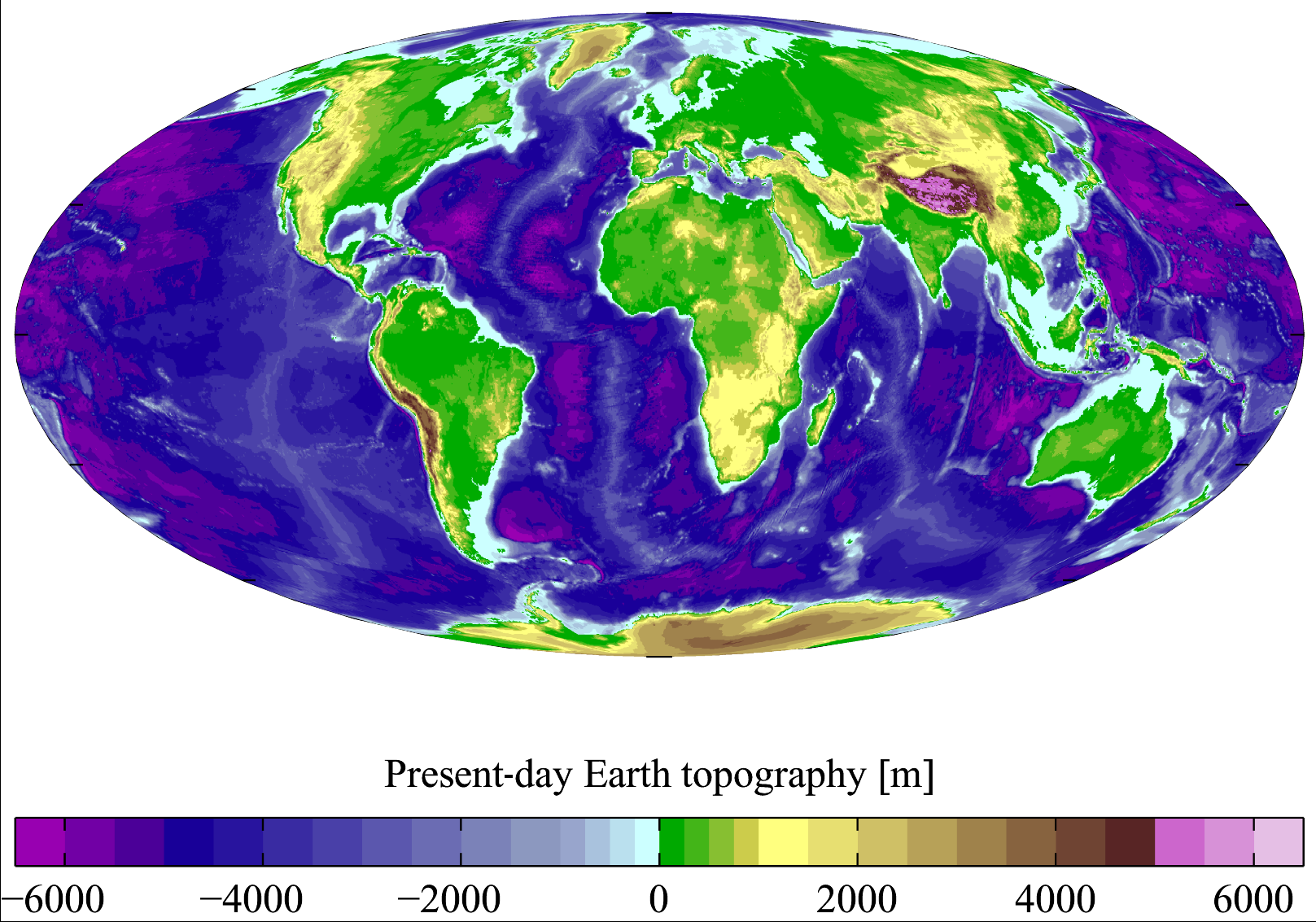
今日の地球の標高及び水深。データは米国地球物理学データセンターのTerrainBase Digital Terrain Modelによる。

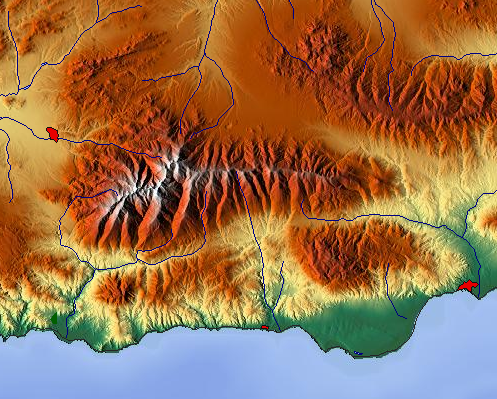
スペインシエラネバダ山脈の地勢

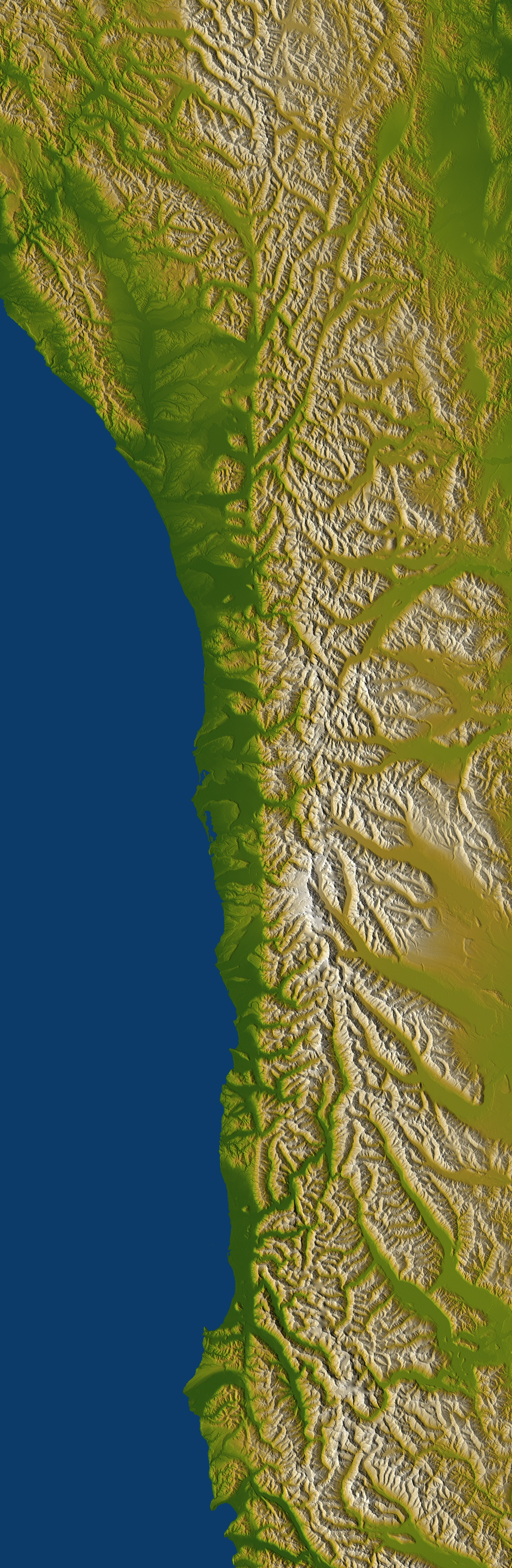
Shuttle Radar Topography Missionによる陰付きの着色画像。標高モデル上にニュージーランドのアルパイン断層が500kmに及んで走っているのがわかる。急崖が断層に隣接して存在する事がわかる。なお北東が上になっている。

地勢（ちせい）とは、地表面の垂直方向、水平方向の広がりの様相の事である。

## 概要
地勢は自然地理学で一般的に用いられる語であり、地形の在り様を意味している。標高や勾配、その土地の地形の特徴の傾向を意味する語としても用いられる。地勢はまた、地表水の流下や分水に影響を与える。広い地域で見れば、それは気象や気候にも影響を与える。
また、水中の地勢においては、水深測量が用いられる。

## 重要性
地勢の理解は多くの理由から重要である。
- ある地域の地勢はその地域の人間居住の永続性を大きく決定する。例えば平坦な沖積平野は急傾斜で岩がちな高地よりも農業に適した環境を持つ傾向にある。
- 自然環境や農業、水の側面から見れば、地勢に対する理解は分水嶺や流水の特徴、水流動、水質等に対する理解を可能にする。地勢データの複雑な配列は河川の水質予測時の水流動モデル（英語版）（SWMM等）の入力パラメータに用いられる。
- 地勢に対する理解は特に農業における土壌の維持にも関与する。等高線農業は傾斜地での持続可能な農業を実施する為の施策となっている。
- 地勢は軍事的にも重要である。何故なら、軍隊が地域を包囲するのに必要な数や軍隊を動かし方を地勢は決定させるからである。地勢に対する理解は攻撃、防御どちらにとっても戦略的な基礎になる。
- 地勢は気候の決定にも重要な役割を果たす。近接した二つの場所が例えば降水に於いて量あるいは時間が異なる時、標高や雨蔭現象等がその差に関係しているからである。
- 地勢に対する正確な理解は航空にとって、特に高度の低い航路や標高の低い位置にある空港等では重要になる。地勢はレーダーの範囲や能力、管制網にも影響を与える。更に云えば、丘や山等の地勢は新しい飛行場の建設に大きな影響を与えるのである。

## 起伏
起伏は地表に於ける標高の垂直変化の精確な量的推定を意味する。この語はある区切られた地域に於ける標高の最高地点と最低地点の差異を示す事が多い。地表における起伏は、その地域の大きさを考えていた物から変化させる事もあり、そのスケールを定義する事は肝要である。主眼とする地域内での地表面の傾斜や物質の現在の運搬と関連するので、地形の起伏は地表面を学究する上で有用な指標である。

## 地形学
地形学は地勢の形状に関する広範な学問分野である。
地勢は以下のようなプロセスを経て形成される。
- 地質学的プロセス。プレートの移動や断層、隆起と沈降、噴火、河川作用等。
- 浸蝕プロセス。水や風による風化を始めとする物理的風化や加水分解等の化学的風化、地すべり等。
- その他のプロセス。隕石の衝突等。

造山運動等のプロセスは土地を上昇させ、浸蝕や風化のプロセスは破砕によって土地を沈降させるのである。
地表面のパラメーターは様々な地形計測法による量的計測が存在する。最も一般的な例としては、それぞれの場所での傾斜や地勢の様相、褶曲等から算出される物である。これらの結果は水文学の流量や浸蝕量のパラメーターから算出される事もある。気象のパラメーターは太陽光や気流をベースにしたモデルから算出される。
地表面の構造、または地形は線状や点状、地域的等の差異はあるものの明確な物理的構造であり、それは周囲の構造によって異なっているのである。典型的な例としては分水嶺や流下パターン、尾根線、滝線、湖等を挙げる事が出来よう。